# バルログ
バルログ（Balrog）は、J・R・R・トールキンの『指輪物語』や『シルマリルの物語』などの創作に登場する怪物である。シンダール語で「力強き悪鬼（Demon of Might）」を意味し、「ウドゥンの焔（flame of Udûn）」とも呼ばれる。クウェンヤでの呼称はヴァララウコ（Valarauko、複数形はヴァララウカール、Valaraukar）。これらは複数名の総称であり、全体でどれくらい存在したのかは明らかでない。元々は火を心とするマイアールであったが、メルコール（後の冥王モルゴス）に誘惑され、ヴァラールから離反した。サウロン、竜らとともに最も強大なモルゴスの配下として描かれている。とくに上古のエルフ族の天敵という部分が強く、歴史の中で様々な惨劇が生まれることとなった。

## 概要
体内に業火を宿し、全身に煙と影を纏う大きな人のような姿をしている。瞳も恐ろしげな炎の如く輝きを放っており、鼻腔からは炎が吹き出されている。怪力の持ち主で両手にそれぞれ武器を携えており、全てのバルログは共通して片手に炎の鞭を持っていた。もう一方の手に持つ武器は個々に異なるようで、モリアのバルログは火の舌のような大剣を得物にしていたが、バルログの王ゴスモグは黒い鉞(まさかり)を得物にしていた。また指輪物語の中では巨大な翼のような黒い影を差し伸ばしたり、翼を壁から壁に届くほど広げたといったような描写がある。

## 歴史
バルログたちはエルフの誕生以前に、エル・イルーヴァタールの「アイヌアの音楽」に不協和音を奏でたメルコールに追随してヴァラールを離反し堕落、冥王モルゴスの配下となった。モルゴスの最初の敗北のあとは、アングバンドでモルゴスの帰還を待っていたが、ランモスでウンゴリアントにモルゴスが襲われた際、モルゴスの叫び声を聞きつけるや、すぐさま主のもとに馳せ参じてウンゴリアントを撃退した。
ダゴール＝ヌイン＝ギリアスでは、フェアノールの軍勢により敗走したモルゴス軍の救援としてアングバンドから出撃し、突出して孤立したフェアノールを包囲した。そして炎に包まれ手疵を負ったフェアノールを首領のゴスモグが襲い、ついに致命傷を与えた。ニアナイス・アルノイディアドではゴスモグともう一体のバルログが連携してノルドールの上級王フィンゴンを討ち死にさせている。ゴンドリン攻略においても活躍したが、首領のゴスモグはエクセリオンと相討ちとなり、ほかのバルログもゴンドリン十二家の大将たちに多くが倒された。トゥオルも五体のバルログを倒している。怒りの戦いでは竜やオークといった数多の闇の怪物と共にほとんどが殲滅された。

## ゴスモグ

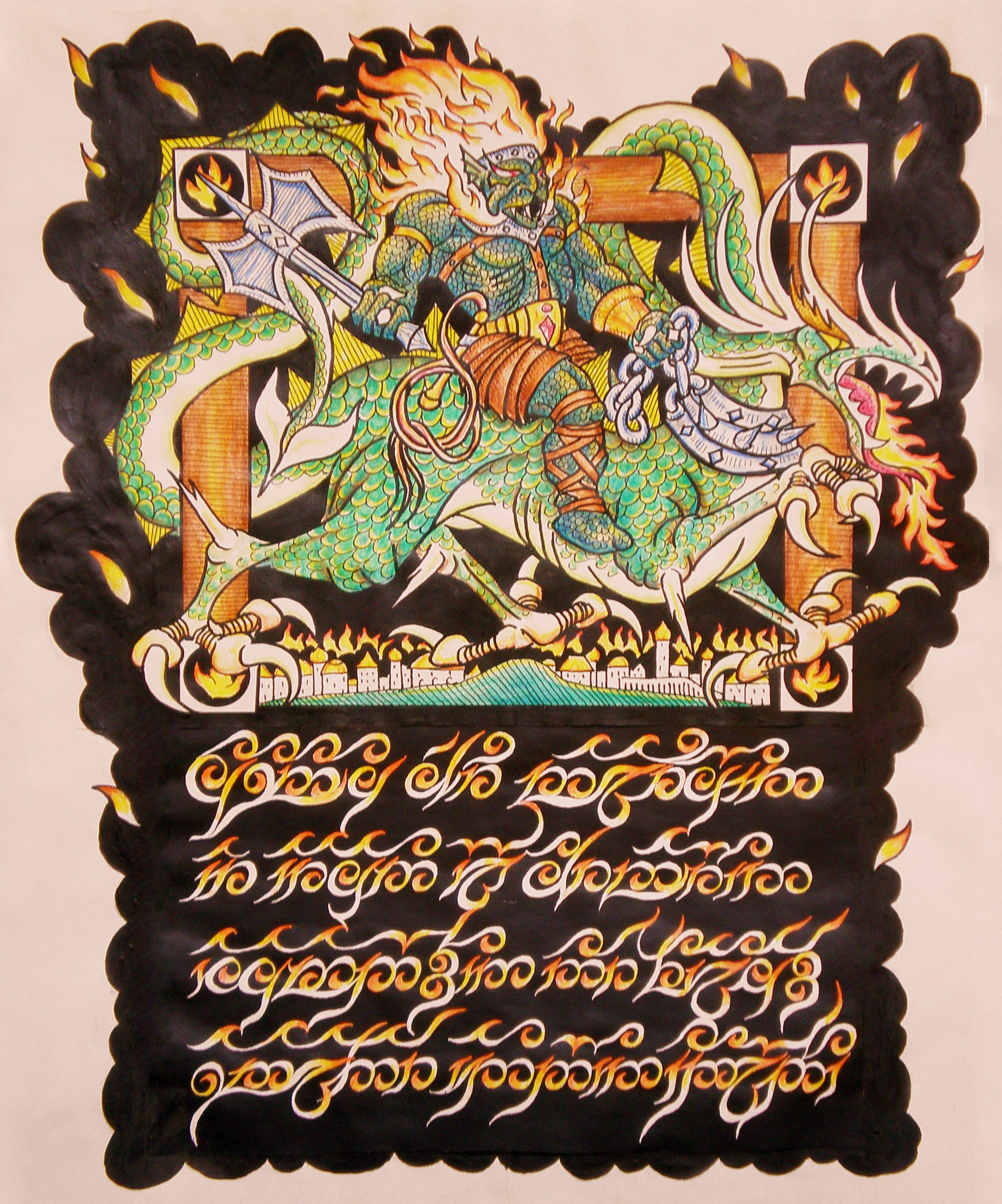
火龍の一体(おそらくゴンドリンの獣)に跨りエルフの都を攻めるゴスモグ

ゴスモグ（Gothmog）は、バルログの首領であり、アングバンドの総大将であった。知られる中で、最初のバルログの王（Lord of Balrogs）である。
鞭のほかに特徴的な戦斧を得物としており、普段よりバルログを率いただけでなく、多数の戦いにおいても祖竜グラウルングと共に暗黒軍全体の要となった。ゴスモグにはトロールの護衛も付き従っていた。このとき、フェアノール、フィンゴン、泉のエクセリオンなどの強力で著名なエルフらがゴスモグの犠牲になった。しかし最後は、ゴンドリンの没落時にエクセリオンとの一騎討ちで相討ちとなり滅んだ。なお、同戦にてグロールフィンデルと戦ったバルログも敵と共に谷に落下して果てた。
- トールキンの初期の構想では、ヴァラールには子供がいたことになっており、モルゴスにはウルバンディ（Ulbandi）もしくはフイスルイン（Fuithluin）という名の鬼女（女オーガ）との間に儲けたコソモト(Kosomot) またはカリンボ（Kalimbo）という息子がいたとされていた。[3][4][5]しかしこのヴァラールに子供がいるという設定は破棄され、モルゴスの息子も設定の破棄と共にゴスモグの名に変えられた。

## ルンゴルシン
ルンゴルシン (Lungorthin)は、『シルマリルの物語』の初期稿であるThe Lay of the Children of Húrinに登場し、ゴスモグ同様にバルログの王（Lungorthin, Lord of Balrogs）とされている。しかしクリストファー・トールキンは、「ゴンドリンの没落」の時からゴスモグがバルログの王とされていることと、シルマリルの物語にゴスモグが直ぐに再登場することから、このルンゴルシンは「バルログ王（a Balrog lord）」という意味の単語なのではないかと推測している。

## ドゥリンの禍
ドゥリンの禍 (Durin's Bane) とは、第三紀に、モリアを荒廃させ、支配したバルログである。「怒りの戦い」の生き残りが地下で数千年にもわたる悠久の眠りについていたと思われる。
ミスリルを求めてモリアの坑道をドワーフはあまりにも貪欲に深く掘り進んだため、ドゥリン6世の治世に坑道の奥深くで眠っていたバルログの一体を目覚めさせてしまった。ドゥリン6世とその子ナインは殺され、モリアは荒廃して、ドワーフはモリアから逃げ去った。このため、このバルログは「ドゥリンの禍」と呼ばれている。ナインの息子スライン一世は、はなれ山エレボールを開拓し、山の下の王となった。後に、アザヌルビザールの合戦でドワーフが勝利したときも、ドゥリンの禍はモリアの中に居て、ドワーフがモリアを回復することはできなかった。
指輪戦争において、指輪の仲間がモリアを西から東へと抜けようとした際、ドゥリンの禍とオークやトロルの集団が一行を襲撃した。このバルログは、大剣と炎の鞭を振るって魔法使いガンダルフと闘った。両者ともに橋から深淵に落下したときは、水につかって火は消えてしまったが力は衰えず、締め付け攻撃に切り替えてなおも戦闘を続行した。複雑で広大なモリアの構造をすべて把握しており、撤退時には坑道の最下層から山頂に空いた窓までを駆け抜けた。このとき、太古の存在「名前も持たぬ者たち」らの一派が残した古いトンネル群をもバルログは熟知しており、これらを使って坑から脱出したが、敵を追っていたガンダルフもその恩恵で脱出することが叶った。最期は銀枝山の山頂でガンダルフと相打ちとなって共に滅んだ。

## その他
原作中の表現と後の諸映像作品とでは容姿に大きな差がある。アニメ作品と実写映画作品では翼を持っているように描かれており、また自らの炎から剣や鞭といった武器を生成する演出が取られている。映像作品では、とくに後年の実写作品版では巨大な怪物としての要素を強めたが、原作ではより人型の魔物に近い。
状況に応じて身体構造を幾分か変化させる能力があるようで、原作でのガンダルフとの死闘の際には、ドゥリンの禍が水に落ちた後に身体をスライム状にして水から這い上がる描写があるが、これも映像化作品ではオミットされて見られない。アニメ作品では当初、ライオンのような頭部を持つ黒色の怪物として現れ、ガンダルフと共に墜落した後は悪魔のような上半身に蛇のような胴と下半身を持つ深い青緑色に姿を変えた。
ドゥリンの禍はアニメ作品にてオークらを従えていたのだが、実写作品に登場したドゥリンの禍はモリアの軍勢とは別々に現れ、オークたちはバルログの存在を恐れて逃げ惑う状態だった。また、原作ではドゥリンの禍の出現時、相手がバルログだと伝えたガンダルフの言葉を聞いただけで、レゴラスとギムリは武器を思わず手から落とすほどに取り乱した。ジラクジギルの塔先端での戦闘決着時も、原作では雲の上の快晴の陽の下での戦いだったのが、実写作品では吹雪の中での決着となっている。